# Rafael Franco
Rafael de la Cruz Franco Ojeda (né le 22 octobre 1896 à Asunción et mort le 16 septembre 1973 dans la même ville) est un officier militaire, homme politique et homme d'État paraguayen ayant été président de la république après la Révolution fébrériste (es), du 20 février 1936 au 13 août 1937. Il est dirigeant historique et fondateur du Parti national révolutionnaire, renommé Parti révolutionnaire fébrériste en 1951.
Sous sa présidence, un régime dictatorial est mis en place pour gouverner le pays. Il procède alors à la mise en œuvre de la première grande réforme agraire du pays qui se traduit en la confiscation et le démantèlement de certaines grandes propriétés foncières privées et introduit un certain nombre de réformes en faveur des travailleurs. De nombreuses infrastructures, telles qu'écoles et hôpitaux sont construites durant sa courte présidence.

## Premières années
Fils de Federico Franco, professeur d'agronomie, et de Marcelina Ojeda, Rafael Franco est né à Asunción le 22 octobre 1896 dans le quartier de Santísima Trinidad.
Époux de Deidamia Solalinde, ils ont six enfants. Après avoir effectué ses études de base, Franco entre au Collège militaire en 1915.

## Carrière militaire
La première affectation de Franco, avec le grade de sous-lieutenant, est à Encarnación dans le département d'Itapúa sous le commandement du colonel Pedro Mendoza. Le 9 mai 1921, Franco est promu premier lieutenant dans l'infanterie et, le 13 août de la même année, il est nommé commandant du groupe de mitrailleuses, avec son siège à Asunción.
Le 13 août 1924, Franco est promu capitaine puis est nommé commandant de la compagnie des cadets du Collège militaire le 10 février 1926. En novembre 1926, il est nommé commandant du régiment d'infanterie no 2, avec siège à Villa Hayes. Au cours de ses dernières années au Collège militaire, il tombe d'un cheval et subit une blessure à la jambe qui le laissera boiteux. Ses troupes l'appelleront affectueusement Leon Karê, qui signifie « lion boiteux » en guarani.
Franco est ensuite affecté au Chaco paraguayen. En 1928, agissant sans ordre, le major Franco mène une attaque puis s'empare et détruit un fort bolivien qui avait été construit à l'intérieur du territoire paraguayen. Franco sera démis de ses fonctions pour cette action. En août 1928, il est nommé commandant de l'École d'aviation militaire.
Promu colonel en 1933, Franco commande la première division du troisième corps paraguayen pendant la guerre du Chaco puis développe une tactique consistant à utiliser des patrouilles à longue portée pour explorer les faiblesses des lignes ennemies. Après avoir trouvé des brèches dans les défenses boliviennes à Alihuatá, Franco lance une attaque surprise le 12 juillet 1933, qui pénètre rapidement les défenses ennemies, forçant la 4e division bolivienne à une retraite précipitée.
Franco devint plus tard directeur de l'École militaire du Paraguay. À la fin de la guerre, Franco participe au défilé de la Victoire en tant que commandant du deuxième corps, où la foule d'Asunción l'accueille avec acclamation.

## Carrière politique
Rafael Franco est fondateur et un dirigeant historique du Parti révolutionnaire fébrériste, un membre à part entière de l'Internationale socialiste. Il prend le commandement du deuxième corps et joue un rôle important dans la définition de la campagne de l'armée pendant la guerre du Chaco, lors des combats à Picuiba et Yrendagué et son corps réussit à prendre les villes de Carandayty, Charagua et Ingavi.

### Présidence
Franco critique le président Eusebio Ayala au lendemain de la guerre du Chaco. Lorsque Ayala exile Franco en Argentine, les sympathisants de ce dernier renversent son gouvernement, ce qui permet à Franco de revenir au Paraguay en tant que président par intérim. Il sert dans ces fonctions du 20 février 1936 au 13 août 1937.

#### Politique sociale
Le gouvernement Franco introduit plusieurs réformes dans le domaine du travail. La journée de travail est fixée à huit heures par jour, le dimanche devient un jour de congé obligatoire, les salariés doivent bénéficier de jours fériés et la semaine de travail est limitée à 48 heures (35 heures pour les lieux de travail insalubres). Les salaires doivent être payés en espèces, plutôt qu'en bons d'achat ou en « argent blanc ». Les droits des travailleurs de se syndiquer et de faire grève sont reconnus, ainsi que les droits des femmes travailleuses. Le gouvernement mène à bien la première réforme agraire du Paraguay (5 mai 1936), en distribuant plus de 200 000 hectares de terres à 10 000 familles paysannes, et en instaurant un gel d'un an sur les prix des loyers et des baux.
Sous sa présidence, l'État renforce son rôle dans l'économie. Le 24 février 1936, est fondée la Banque centrale de la République du Paraguay, entité dépendant du ministère des Finances, qui reprend le rôle de la bourse et devient également le seul canal du commerce extérieur. Rafael Franco propose que l’État soit impliqué dans toute exploration pétrolière. Son gouvernement fixe également un prix de base pour certains produits de base essentiels comme le coton. En outre, la flotte marchande de l’État est réorganisée.
Le gouvernement de Franco donne accès au pays aux premiers colons japonais et facilte également le retour des prisonniers de guerre paraguayens de Bolivie.

#### Politique militaire
Franco s'engage à restructurer et moderniser les forces armées du Paraguay et à vendre les armes devenues usées ou obsolètes. Il entame aussi l'achat de plusieurs avions militaires afin de protéger le pays de ses voisins. Sous son gouvernement, les anciens combattants et les blessés de guerre reçoivent des pensions et des décorations et des salaires sont versés à l’armée régulière.
Franco maintient catégoriquement la position de ne céder aucun territoire conquis lors de la guerre du Chaco par l'armée paraguayenne.

#### Symboles nationaux
Franco apporte de multiples changements au symbolisme national du Paraguay, il revendiquera par exemple les idéaux de la Révolution communarde et de la Révolution de l'indépendance.
Le gouvernement de Franco réhabilite le dictateur du XIXe siècle Francisco Solano López, annulant les décrets qui l'avaient déclaré hors-la-loi et le déclarant à la place un héros national sans précédent. Une expédition est envoyée pour récupérer les restes de López dans sa tombe anonyme de Cerro Corá, qui sont inhumés à nouveau dans le nouveau Panthéon national des héros. Le gouvernement déclare également Adolfo Rojas Silva héros national, il est le premier officier à tomber dans la guerre du Chaco.
Le 1er mars est désigné « jour des héros » et est décrété jour férié .

#### Réorganisations institutionnelles
Le gouvernement Franco abroge la Constitution de 1870  et le Parlement, et appelle à une Assemblée nationale constituante pour rédiger une nouvelle constitution.
Le gouvernement Franco crée plusieurs nouveaux organes de l'État paraguayen, notamment deux nouveaux ministères, celui de la Santé publique et celui de l'Agriculture, mais aussi de nouveaux organismes et agences, tels que l'Association nationale des indigènes, le Département national du travail, la Fédération nationale des syndicats, l'Union nationale des femmes, la Commission du développement et du travail, le Comité de mobilisation civile, l'Association nationale des anciens combattants et l'Union nationale révolutionnaire.
Le gouvernement procède également à un renouvellement des billets de banque. De nouveaux billets de 5, 10, 50, 100, 500 et 1000 poids lourds sont émis.
Sous sa présidence, est construit le premier aéroport civil, orchestrés des travaux sur les ports et fondés plusieurs hôpitaux à travers le pays.
Rafael Franco met sur pied deux formations politiques pour soutenir son programme, la Ligue nationale indépendante (en espagnol : Liga Nacional Independiente) et l'Union nationale révolutionnaire (Unión Nacional Revolucionaria),. À l’inverse, le Parti libéral radical authentique, de droite, est contraint à la clandestinité.

#### Politique d'éducation
Le gouvernement Franco abolit les examens d'entrée aux écoles nationales et supprime les frais de scolarité aux niveaux primaire et secondaire. Il créé également une École de médecine dentaire, des facultés d'économie et de sciences agricoles, ainsi que l'École des arts et métiers. Il ouvre des centaines d’écoles et de collèges, y compris des écoles rurales et des possibilités d’éducation pour adultes.

### Conseil des ministres
Le conseil des ministres sous la présidence de Rafael Franco est composé des personnes suivantes :
- Ministre des Affaires étrangères : Dr Juan Stefanich
- Ministre de l'Intérieur : Dr Freire Gomez Esteves puis Germán Soler
- Ministre de la Guerre et de la Marine : Juan Stefanich puis le colonel Arístides Rivas Ortellado
- Ministre des Finances : Dr Luis Freire Esteves, Alfredo J. Jacquet puis Emilio Gardel
- Ministre de la Justice, du Culte et de l'Instruction publique : Anselmo Jover Peralta, Emilio Gardel, Crescencio Lezcano puis Dr Damian Bruyn
- Ministre de l'Agriculture : Dr Bernardino Caballero (petit-fils du général Bernardino Caballero) puis Guillermo Tell Bertoni
- Ministre de la Santé publique : Dr Pedro Duarte Ortellado
- Maire de la ville d'Asunción : Dr Felipe Molas López (2 février à octobre 1936) puis Dr Damian Bruyn (octobre 1936 à juin 1937)

## Renversement et exil
En réponse au retrait des troupes paraguayennes de Franco de leurs positions avancées dans le Chaco, les sympathisants de droite de l'armée organisent un coup d'État le 13 août 1937 qui aboutit au renversement de Franco et conduit le libéral Félix Paiva à accéder à la présidence,. Franco s'enfuit en Uruguay et passera plus de 20 ans hors du pays, ne revenant brièvement au Paraguay qu'en 1946 grâce à une amnistie avant de fuir à nouveau au milieu d'accusations de conspiration. Depuis l'Uruguay, Franco soutient un soulèvement contre Higinio Morínigo en 1947, mais nie toute implication dans un complot contre Alfredo Stroessner en 1956.

## Dernières années
À son retour au Paraguay, il exerce divers métiers pour survivre, tels que courtier immobilier. Il continue son opposition modérée au gouvernement d'Alfredo Stroessner à travers le Parti révolutionnaire fébriste, qui est légalisé en 1964.
À la fin de ses 70 ans, sa santé se détériore. Durant les dernières années de sa vie, il vit dans une petite pièce qui était à l'origine un garage situé à Herrera. De là, il se rendait parfois à pied dans un café situé sur l'avenue. Il y rencontre de vieux amis et camarades avec lesquels il discute de politique, de questions militaires et sociales.
En septembre 1973, Franco est admis à l'hôpital Americano en raison de son état grave et n'en sort pas vivant. Il reçoit la visite du colonel Arturo Bray, avec lequel il entretient une inimitié pendant plus de 30 ans. Le colonel Rafael Franco meurt le 16 septembre 1973. L'une des plus grandes couronnes de fleurs est envoyée par Arturo Bray. L'inscription disait : « À un grand patriote. »